# أنتوني هيغينز
أنتوني هيغينز (بالإنجليزية: Anthony C. Higgins) هو محامي وسياسي أمريكي، ولد في 1 أكتوبر 1840 في نيو كاسل في الولايات المتحدة، وتوفي في 26 يونيو 1912 في نيويورك في الولايات المتحدة. حزبياً، نشط في الحزب الجمهوري. وقد انتخب عضو مجلس الشيوخ الأمريكي.